# Браян Тічер
Браян Тічер (англ. Brian Teacher; нар. 23 грудня 1954) — колишній американський тенісист.
Найвищу одиночну позицію світового рейтингу — 7 місце досяг 5 жовтня 1981, парну — 24 місце — 9 серпня 1983 року.
Здобув 8 одиночних та 16 парних титулів.
Перемагав на турнірах Великого шолома в одиночному розряді.
Завершив кар'єру 1986 року.

## Фінали турнірів Великого шолома

### Одиночний розряд (1 перемога)
| Результат | Рік  | Турнір                                 | Покриття | Суперник   | Рахунок            |
| --------- | ---- | -------------------------------------- | -------- | ---------- | ------------------ |
| Перемога  | 1980 | Відкритий чемпіонат Австралії з тенісу | Трава    | Кім Ворвік | 7–5, 7–6(7–4), 6–3 |

## Фінали за кар'єру

### Одиночний розряд (8–15)
| Легенда                     |
| Турніри Великого шолома (1) |
| Tennis Masters Cup (0)      |
| Grand Prix (7)              |

| Титули за покриттям |
| Тверде (2)          |
| Трава (2)           |
| Ґрунт (0)           |
| Килим (4)           |

| Результат | W/L | Дата     | Турнір                                           | Покриття | Суперник                    | Рахунок                 |
| --------- | --- | -------- | ------------------------------------------------ | -------- | --------------------------- | ----------------------- |
| Поразка   | 1.  | Вер 1976 | Ньюпорт, США                                     | Трава    | Віджай Амрітрадж            | 3–6, 6–4, 3–6, 1–6      |
| Поразка   | 2.  | Січ 1977 | Аделаїда, Австралія                              | Трава    | Віктор Амая                 | 1–6, 4–6                |
| Перемога  | 1.  | Кві 1977 | Джексон, Міссісіпі, США                          | Килим    | Білл Скенлон                | 6–3, 6–3                |
| Поразка   | 3.  | Гру 1977 | Marlboro NSW Open 1977, Австралія                | Трава    | Роско Теннер                | 3–6, 6–3, 3–6, 7–6, 4–6 |
| Поразка   | 4.  | Жов 1978 | Токіо Indoor, Японія                             | Килим    | Б'єрн Борг                  | 3–6, 4–6                |
| Перемога  | 2.  | Лис 1978 | Тайбей, Тайвань                                  | Килим    | Том Гормен (тенісист)       | 6–3, 6–3, 6–3           |
| Перемога  | 3.  | Лип 1979 | Ньюпорт, Род-Айленд, США                         | Трава    | Стен Сміт                   | 1–6, 6–3, 6–4           |
| Поразка   | 5.  | Кві 1980 | Лос-Анджелес, США                                | Тверде   | Джін Меєр                   | 3–6, 2–6                |
| Поразка   | 6.  | Лис 1980 | Гонконг                                          | Тверде   | Іван Лендл                  | 7–5, 6–7(2–7) , 3–6     |
| Поразка   | 7.  | Лис 1980 | Тайбей, Тайвань                                  | Килим    | Іван Лендл                  | 7–6, 3–6, 3–6, 6–7(5–7) |
| Поразка   | 8.  | Лис 1980 | Бангкок, Таїланд                                 | Килим    | Віджай Амрітрадж            | 3–6, 5–7                |
| Поразка   | 9.  | Гру 1980 | Sydney Outdoor, Австралія                        | Трава    | Фріц Бунінг                 | 3–6, 7–6(7–5), 6–7(5–7) |
| Перемога  | 4.  | Гру 1980 | Відкритий чемпіонат Австралії з тенісу, Мельбурн | Трава    | Кім Ворвік                  | 7–5, 7–6(7–4) , 6–3     |
| Перемога  | 5.  | Сер 1981 | Колумбус, Огайо, США                             | Тверде   | Джон Остін (тенісист)       | 6–3, 6–2                |
| Поразка   | 10. | Вер 1981 | Сан-Франциско, США                               | Килим    | Еліот Телчер                | 3–6, 6–7(4–7)           |
| Поразка   | 11. | Вер 1982 | Мауї, Гаваї, США                                 | Тверде   | Джон Фіцджеральд (тенісист) | 2–6, 3–6                |
| Перемога  | 6.  | Гру 1982 | Дортмунд, Німеччина                              | Килим    | Войцех Фібак                | 6–7, 6–4, 6–4, 2–6, 6–4 |
| Перемога  | 7.  | Бер 1983 | Мюнхен WCT, Німеччина                            | Килим    | Марк Діксон                 | 1–6, 6–4, 6–2, 6–3      |
| Перемога  | 8.  | Сер 1983 | Колумбус, Огайо, США                             | Тверде   | Білл Скенлон                | 7–6, 6–4                |
| Поразка   | 12. | Вер 1983 | Даллас, Техас, U.S.                              | Тверде   | Андрес Гомес                | 7–6(7–2) , 1–6, 1–6     |
| Поразка   | 13. | Чер 1984 | Бристоль, Велика Британія                        | Трава    | Йохан Крік                  | 7–6, 6–7, 4–6           |
| Поразка   | 14. | Лип 1984 | Гштад, Швейцарія                                 | Ґрунт    | Йоакім Нюстром              | 4–6, 2–6                |
| Поразка   | 15. | Лип 1985 | Лівінгстон, США                                  | Тверде   | Бред Гілберт                | 6–4, 5–7, 0–6           |

### Парний розряд (16–8)
| Результат | Ранг | Дата | Турнір                               | Покриття   | Партнер        | Суперники                                   | Рахунок            |
| --------- | ---- | ---- | ------------------------------------ | ---------- | -------------- | ------------------------------------------- | ------------------ |
| Перемога  | 1.   | 1976 | Колумбус, США                        | Тверде     | Вільям Браун   | Фред Макнеер Шервуд Стюарт                  | 6–3, 6–4           |
| Поразка   | 1.   | 1978 | Маямі, США                           | Ґрунт      | Боб Кармайкл   | Том Галліксон Джін Меєр                     | 6–7, 3–6           |
| Перемога  | 2.   | 1978 | Маніла, Філіппіни                    | Ґрунт      | Шервуд Стюарт  | Росс Кейс Кріс Кехел                        | 6–3, 7–6           |
| Поразка   | 2.   | 1979 | Washington Indoor, США               | Килим      | Боб Кармайкл   | Роберт Лутц Стен Сміт                       | 4–6, 5–7, 6–3, 6–7 |
| Поразка   | 3.   | 1979 | Штуттґард, Німеччина                 | Тверде (i) | Боб Кармайкл   | Войцех Фібак Том Оккер                      | 3–6, 7–5, 6–7      |
| Перемога  | 3.   | 1980 | Вашингтон, США                       | Килим      | Ферді Тейган   | Кевін Каррен Стів Дентон                    | 4–6, 6–3, 7–6      |
| Поразка   | 4.   | 1980 | Роттердам, Нідерланди                | Килим      | Білл Скенлон   | Віджай Амрітрадж Стен Сміт                  | 4–6, 3–6           |
| Перемога  | 4.   | 1980 | Лос-Анджелес, США                    | Тверде     | Балч Волтс     | Ананд Амрітрадж Джон Остін (тенісист)       | 6–2, 6–4           |
| Поразка   | 5.   | 1980 | Колумбус, США                        | Тверде     | Пітер Флемінг  | Браян Готтфрід Сенді Меєр                   | 4–6, 2–6           |
| Перемога  | 5.   | 1980 | Мастерс Канада                       | Тверде     | Брюс Менсон    | Гайнц Ґюнтгардт Сенді Меєр                  | 6–3, 3–6, 6–4      |
| Перемога  | 6.   | 1980 | Мастерс Цинциннаті, США              | Тверде     | Брюс Менсон    | Войцех Фібак Іван Лендл                     | 6–7, 7–5, 6–4      |
| Поразка   | 6.   | 1980 | Гонконг                              | Тверде     | Брюс Менсон    | Пітер Флемінг Ферді Тейган                  | 5–7, 2–6           |
| Перемога  | 7.   | 1980 | Тайбей, Тайвань                      | Килим      | Брюс Менсон    | Джон Остін (тенісист) Ферді Тейган          | 6–4, 6–0           |
| Перемога  | 8.   | 1980 | Бангкок, Таїланд                     | Килим      | Ферді Тейган   | Том Оккер Дік Стоктон (тенісист)            | 7–6, 7–6           |
| Перемога  | 9.   | 1981 | Indian Wells Open, США               | Тверде     | Брюс Менсон    | Террі Мур Еліот Телчер                      | 7–6, 6–2           |
| Перемога  | 10.  | 1981 | Франкфурт-на-Майні, Німеччина        | Килим      | Балч Волтс     | Вітас Ґерулайтіс Джон Макінрой              | 7–5, 6–7, 7–5      |
| Перемога  | 11.  | 1981 | Лондон/Queen's Club, Велика Британія | Трава      | Пет Дюпре      | Кевін Каррен Стів Дентон                    | 3–6, 7–6, 11–9     |
| Перемога  | 12.  | 1981 | Колумбус, США                        | Тверде     | Брюс Менсон    | Ананд Амрітрадж Віджай Амрітрадж            | 6–1, 6–1           |
| Поразка   | 7.   | 1982 | Лос-Анджелес, США                    | Тверде     | Брюс Менсон    | Шервуд Стюарт Ферді Тейган                  | 1–6, 7–6, 3–6      |
| Перемога  | 13.  | 1982 | Stuttgart Outdoor, Німеччина         | Ґрунт      | Марк Едмондсон | Андреас Маурер Вольфганг Попп               | 6–3, 6–1           |
| Перемога  | 14.  | 1982 | Сан-Франциско, США                   | Килим      | Фріц Бунінг    | Марті Девіс Кріс Данк                       | 6–7, 6–2, 7–5      |
| Поразка   | 8.   | 1983 | Ричмонд, Вірджинія, США              | Килим      | Фріц Бунінг    | Павел Сложил Томаш Шмід                     | 2–6, 4–6           |
| Перемога  | 15.  | 1983 | Колумбус, США                        | Тверде     | Скотт Девіс    | Ананд Амрітрадж Джон Фіцджеральд (тенісист) | 6–1, 4–6, 7–6      |
| Перемога  | 16.  | 1983 | Йоганнесбург, ПАР                    | Тверде     | Стів Мейстер   | Андрес Гомес Шервуд Стюарт                  | 6–7, 7–6, 6–2      |

## Часова шкала результатів на турнірах Великого шлему
| W | Ф | ПФ | ЧФ | #Р | КТ | К# | DNQ | A | NH |

| Турнір                                 | 1972 | 1973 | 1974 | 1975 | 1976 | 1977 | 1978 | 1979 | 1980 | 1981 | 1982 | 1983 | 1984 | 1985 | 1986 | 1987 | SR     | В-П   |
| -------------------------------------- | ---- | ---- | ---- | ---- | ---- | ---- | ---- | ---- | ---- | ---- | ---- | ---- | ---- | ---- | ---- | ---- | ------ | ----- |
| Відкритий чемпіонат Австралії з тенісу |      |      |      |      |      | 1р   |      |      | 1980 |      | ЧФ   | 3р   | 3р   |      |      |      | 1 / 5  | 15–4  |
| Відкритий чемпіонат Франції з тенісу   |      |      |      |      |      | 2р   | 3р   | 2р   |      |      |      |      |      |      |      |      | 0 / 3  | 4–3   |
| Вімблдонський турнір                   |      |      |      |      | 2р   | 1р   | 2р   | 4р   | 3р   | 2р   | ЧФ   | 3р   | 1р   | 1р   | 2р   | К2р  | 0 / 11 | 15–11 |
| Відкритий чемпіонат США з тенісу       | PR*  | 2р   | 3р   | 1р   | 1р   | 2р   | 4р   | 1р   | 4р   | 2р   | 2р   | 1р   | 1р   | 3р   | 1р   |      | 0 / 15 | 14–15 |
| В-П                                    | 0–1  | 1–1  | 2–1  | 0–1  | 1–2  | 2–4  | 6–3  | 10–3 | 12–2 | 2–2  | 9–3  | 4–3  | 1–3  | 2–2  | 1–2  | 0–0  | 1 / 34 | 53–33 |

- На Відкритому чемпіонаті США з тенісу 1972 був попередній раунд перед тим, як почалися змагання в основній сітці між 128 гравцями.

## Нотатки
1. ↑  ATP помилково наводить як Флемінгового партнера Еліота Телчера. Насправді це був Браян Тічер, як вказує ITF.[1]